# Travail de reproduction

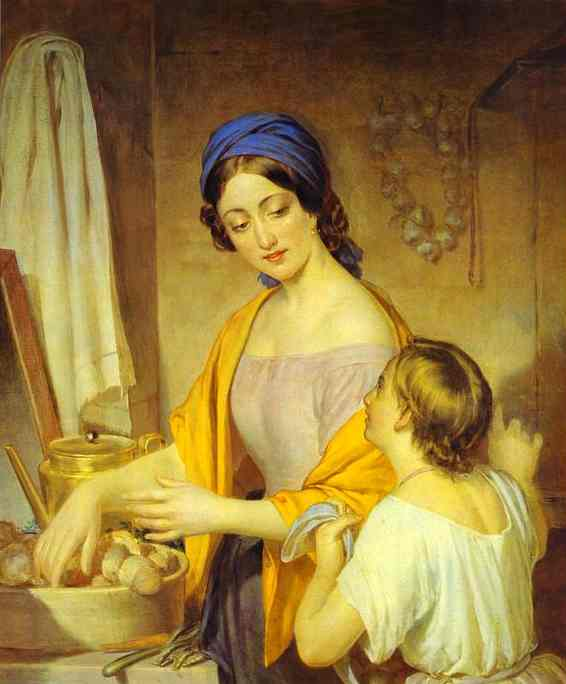
Jeune femme au foyer, peinture à l'huile sur toile d'Alexeï Tyranov, actuellement conservée au Musée russe de Saint-Pétersbourg, Russie (années 1840)

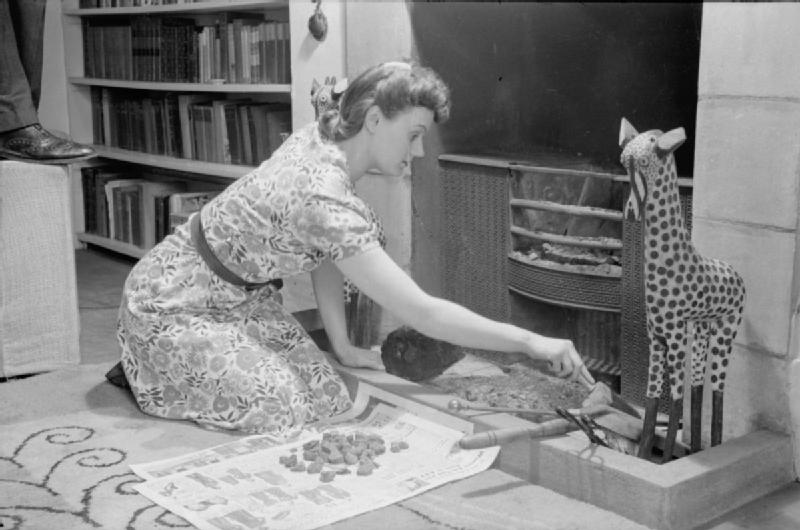
Une partie des travaux ménagers d'une femme au foyer à Londres, 1941

Le travail de reproduction ou travail reproductif est souvent associé à la prestation d'aidant naturel et à la réalisation de tâches ménagères, notamment le nettoyage, la cuisine, la garde des enfants et la main-d'œuvre domestique non rémunérée. Le terme a pris une place importante dans la philosophie et le discours féministes, et se veut un moyen d'attirer l'attention sur la façon dont les femmes en particulier sont assignées à la sphère domestique, où le travail est reproductif et donc non rémunéré et non reconnu dans un système capitaliste. Ces théories ont évolué comme un parallèle des histoires centrées sur l'entrée des femmes dans la population active dans les années 1970, offrant une approche intersectionaliste qui reconnaît que les femmes ont fait partie de la population active avant leur incorporation dans l'industrie traditionnelle, si le travail reproductif est pris en considération. Certains anthropologues marxistes et économistes comme George Caffentzis sont allés jusqu'à suggérer que le travail reproductif crée de la valeur de la même manière que le travail productif crée de la valeur, en augmentant la valeur de la force de travail.

## Définitions
La division entre travail productif et travail improductif est soulignée par certaines féministes marxistes, dont Margaret Benston et Peggy Morton. Ces théories précisent que si le travail productif aboutit à des biens ou services qui ont une valeur monétaire dans le système capitaliste et sont donc rémunérés par les producteurs sous la forme d'un salaire payé, le travail reproductif est associé à la sphère privée et implique tout ce que les gens doivent faire pour eux-mêmes sans recevoir de salaire en échange (c'est-à-dire nettoyer, cuisiner, s'occuper des enfants). Ces interprétations soutiennent que si les deux formes de travail sont nécessaires, les gens ont un accès différent à ces formes de travail en fonction de certains aspects de leur identité.
Ces théories soutiennent que les institutions publiques et privées exploitent le travail des femmes comme une méthode peu coûteuse afin d'obtenir de la main-d'œuvre. Pour les producteurs, cela signifie des profits plus élevés. Pour la famille nucléaire, la dynamique du pouvoir dicte que le travail domestique doit être accompli exclusivement par la femme du ménage, libérant ainsi le reste des membres de leur propre travail reproductif nécessaire. Les féministes marxistes soutiennent que l'exclusion des femmes du travail productif conduit à un contrôle masculin dans les domaines privé et public.
Le concept de travail reproductif en ce qui concerne le nettoyage, la cuisine, la garde des enfants et la main-d'œuvre domestique rémunérée a été décrit et discuté avant que le terme ne soit codifié. Il est par exemple possible de citer des œuvres comme l'essai de Virginia Woolf, « Une chambre à soi », qui participe de ce concept.
Une distinction a été faite entre le travail reproductif nourricier et non nourricier. Les emplois de main-d'œuvre reproductive nourricière comprennent des postes dans la garde d'enfants, le travail domestique et les soins de santé. Le travail reproductif non nourricier comprend les emplois dans la préparation des aliments et le nettoyage. Les hommes des minorités, en particulier les hommes noirs et hispaniques, constituent la majorité des travailleurs reproductifs non nourriciers. Les emplois de main-d'œuvre reproductive nourricière sont plus susceptibles que les emplois non nourriciers d'avoir des femmes pour occuper des postes à bas salaire. Il existe une division genrée dans le travail nourricier. Dans le domaine de la santé, les hommes sont susceptibles d'être considérés comme des chirurgiens, tandis que les femmes sont susceptibles d'occuper des postes d'assistants médicaux et d'infirmières.

## Salaire pour les travaux ménagers

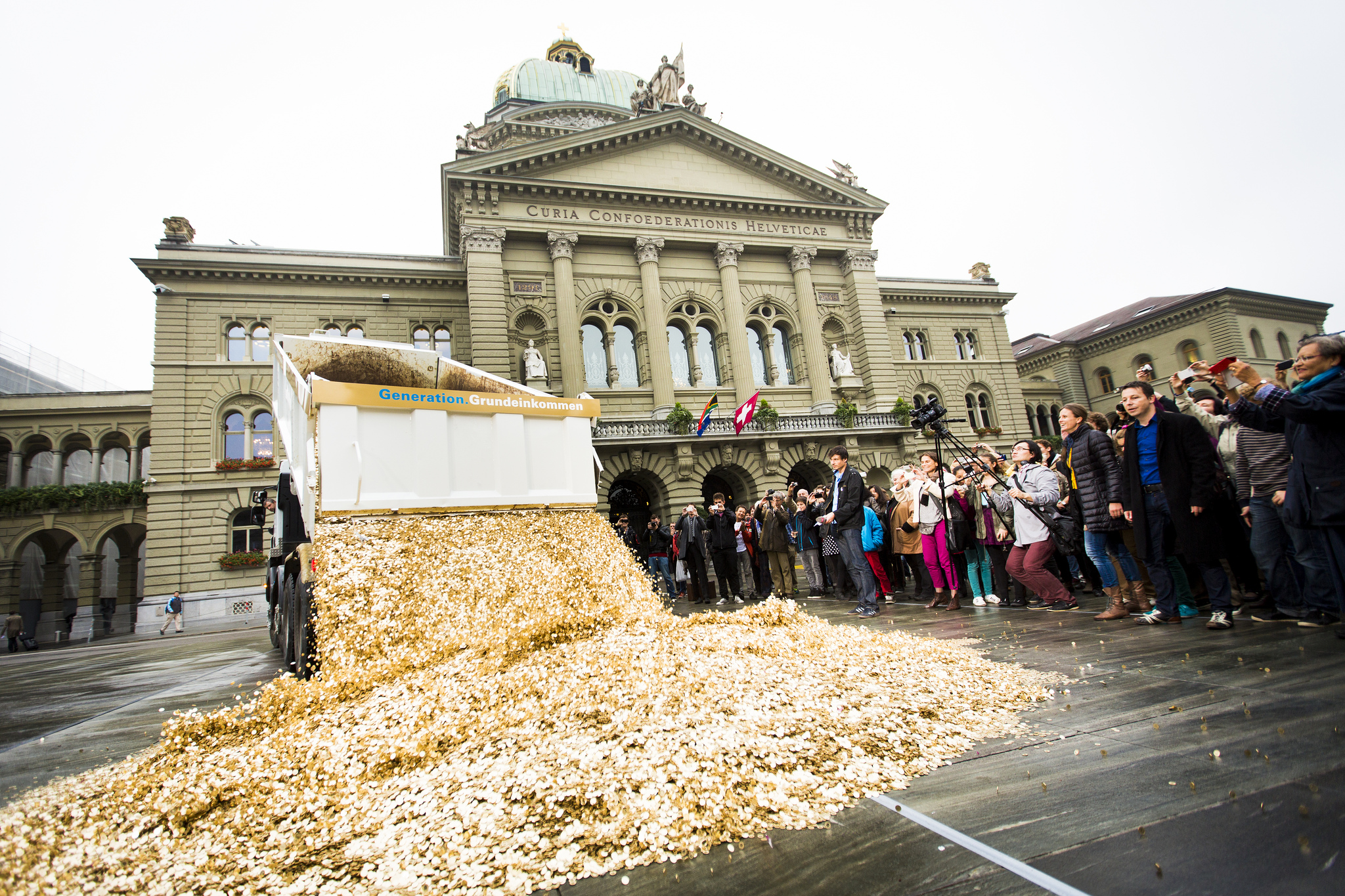
Le 4 octobre 2013 à Berne, des militants du revenu de base ont célébré le succès d'une initiative populaire qui a récolté plus de 125000 signatures de soutien à la tenue d'un référendum sur le revenu de base.

Se concentrant sur l'exclusion du travail productif comme source la plus importante d'oppression des femmes, certaines féministes marxistes ont consacré leur activisme à lutter pour l'inclusion du travail domestique dans l'économie capitaliste salariée. L'idée de créer un travail reproductif rémunéré était présente dans les écrits de socialistes tels que Charlotte Perkins Gilman (1898) qui soutenaient que l'oppression des femmes découlait du fait qu'elles étaient forcées d'exercer dans la sphère privée. Gilman a proposé que les conditions des femmes s'amélioreraient lorsque leur travail serait localisé, reconnu et valorisé dans la sphère publique.
Les efforts les plus influents pour compenser le travail reproductif ont peut-être été la campagne internationale Wages for Housework, une organisation lancée en Italie en 1972 par des membres du Collectif féministe international. Beaucoup de ces femmes, dont Selma James, Mariarosa Dalla Costa, Brigitte Galtier et Silvia Federici ont publié une série de sources pour promouvoir leur message dans les domaines académiques et publics. Malgré un groupe relativement restreint de femmes en Italie ayant porté ce sujet, la campagne Un salaire pour le travail domestique a réussi à se mobiliser au niveau international. Un groupe Wages for Housework a été fondé à Brooklyn, à New York, avec l'aide de Federici. Comme le reconnaît Heidi Hartmann (1981), les efforts de ces mouvements, bien que finalement infructueux, ont généré un discours important sur la valeur du travail domestique et sa relation avec l'économie.
Le revenu de base universel a été proposé comme une solution possible.

## Partage du travail reproductif
Une autre solution proposée par les féministes marxistes est de libérer les femmes de leur lien forcé avec le travail reproductif. Dans sa critique des mouvements féministes marxistes traditionnels tels que la Wages for Housework Campaign, Heidi Hartmann (1981) soutient que ces efforts « prennent comme question la relation des femmes au système économique, plutôt que celle des femmes aux hommes ».
Plus récemment, de nombreuses féministes marxistes se sont concentrées sur la manière dont les femmes sont désormais potentiellement dans de pires conditions après avoir eu accès au travail productif. Nancy Folbre (1994) propose que les mouvements féministes commencent à se concentrer sur le statut subordonné des femmes aux hommes à la fois dans la sphère reproductive (privée) et sur le lieu de travail (sphère publique). Dans une interview en 2013, Silvia Federici exhorte les mouvements féministes à considérer le fait que de nombreuses femmes sont désormais contraintes à un travail productif et reproductif, ce qui se traduit par une "double journée". Federici (2013) soutient que l'émancipation des femmes ne peut toujours pas se produire tant qu'elles ne sont pas libérées de leur fardeau de travail non rémunéré, ce qui, selon elle, impliquera des changements institutionnels tels que la réduction de l'écart salarial et la mise en œuvre de programmes de garde d'enfants sur le lieu de travail. Les suggestions de Federici (2013) trouvent un écho dans une interview similaire avec Selma James (2012) et ces questions ont été abordées lors des récentes élections présidentielles dans plusieurs pays,.

## Division internationale
Evelyn Nakano Glenn a émis l'idée que le travail reproductif était divisé en fonction de la race et de l'ethnicité, un modèle qu'elle a appelé la «division raciale du travail reproductif». L'industrialisation du XIXe siècle a transformé les rôles de la société attribués aux hommes et aux femmes, les hommes étant considérés comme les principaux soutiens de famille et les femmes comme maîtresses de maison. Cependant, de nombreuses familles blanches de la classe moyenne aux États-Unis pouvaient se permettre de sous-traiter certaines des tâches ménagères les plus désagréables à des domestiques. L'origine raciale et ethnique des femmes embauchées dans ces rôles variait selon le lieu. Dans le nord-est des États-Unis, les immigrés européens, principalement d'Allemagne ou d'Irlande, ont constitué la majorité des domestiques jusqu'au début du XXe siècle. Au fil du temps, à mesure que le statut social du rôle déclinait et que les conditions de travail générales se détérioraient, il a commencé à devenir plus stratifié sur le plan racial. Le rôle était principalement assumé par des femmes afro-américaines du sud, des mexicaines du sud-ouest et des japonaises du nord de la Californie et d'Hawaï. De plus, des travailleuses et travailleurs occupant ce poste qui gagnaient de bas salaires étaient aussi souvent traités comme des subordonnés par leur employeur, et les seules femmes qui acceptaient ces emplois le faisaient parce qu'il n'y avait pas d'autres opportunités qui s'offraient à elles. Il y avait un a priori racial qui disait que les femmes noires et latines étaient «faites» pour travailler et servir pour les familles blanches en tant que domestiques. Cela a changé à la fin du XXe siècle, où le nombre de femmes travaillant comme domestiques a d'abord diminué en raison de la modernisation des outils permettant de réaliser les tâches ménagères, mais aussi du développement et d'une augmentation des autres opportunités d'emploi pour les femmes assumant auparavant ce rôle. Cependant, Saskia Sassen a expliqué que lorsque l'économie s'est tournée vers les services, elle a créé une demande pour les femmes immigrées parce que des emplois à bas salaires étaient disponibles dans les pays développés. Ces rôles étaient principalement assumés par des immigrants du Mexique, d'Amérique centrale et des Caraïbes. Ces emplois ont attiré une main-d'œuvre féminine en raison du faible salaire, de sorte qu'ils sont considérés comme des « emplois de femmes ».
Le terme division internationale du travail reproductif a été inventé par Rhacel Parreñas dans son livre, Servants of Globalization: Migrants and Domestic Work, où elle parle des travailleurs domestiques migrants philippins. La division internationale du travail reproductif implique un transfert de travail entre trois acteurs dans un pays développé et en développement. Les femmes les plus riches des pays développés sont entrées sur le marché du travail en plus grand nombre, ce qui les a amenées à avoir plus de responsabilités à l'intérieur et à l'extérieur du foyer. Ces femmes sont en mesure d'embaucher de l'aide et d'utiliser ce privilège de race et de classe pour transférer leurs responsabilités de travail reproductif à une femme moins privilégiée. Les femmes migrantes maintiennent une hiérarchie par rapport aux membres de leur famille et aux autres femmes qui restent gardent elles-mêmes leurs enfants. Les recherches de Parrenas expliquent que la division sexuelle du travail demeure dans le travail reproductif puisque ce sont les femmes qui migrent pour travailler comme domestiques dans les pays développés.
Rhacel Parrenas soutient que la division internationale du travail reproductif est née de la mondialisation et du capitalisme. Les composantes de la mondialisation, notamment la privatisation et la féminisation du travail, ont également contribué à l'essor de cette division du travail. Elle explique que la mondialisation a conduit à la comodification et à la demande internationale de travail reproductif. Les pays d'origine sont obligés de perdre une main-d'œuvre précieuse tandis que les pays d'accueil profitent de cette main-d'œuvre pour développer leur économie. Parrenas souligne le rôle que jouent le colonialisme américain et le Fonds monétaire international dans les pays en développement, comme les Philippines, qui deviennent des exportateurs de travailleurs migrants. Cette explication de la racine du concept est cruciale car elle explique que les inégalités financières auxquelles les femmes sont confrontées dans les trois niveaux sont enracinées dans l'économie.
Le concept a été élargi par d'autres et appliqué à des endroits autres que les Philippines où Rhacel Parrenas a mené ses recherches. Dans une étude réalisée au Guatemala et au Mexique, au lieu d'un transfert global de main-d'œuvre, un transfert plus local a été effectué entre les femmes qui travaillent sur le marché du travail et les autres femmes de la famille qui s'occupent des enfants. Une « nouvelle division internationale du travail reproductif » se serait produite à Singapour en raison de l'externalisation et de l'exploitation d'une main-d'œuvre peu qualifiée, ce qui a conduit à la division internationale du travail reproductif. Afin de maintenir une économie forte et en croissance en Asie du Sud-Est, ce transfert de main-d'œuvre reproductive est nécessaire. À Singapour, embaucher une aide migrante est une nécessité pour soutenir l'économie et le statut de la femme singapourienne.